# Praia dos Padres (Guarapari)
A Praia dos Padres é uma pequena faixa de areia localizada em Meaípe, no município brasileiro de Guarapari, no estado do Espírito Santo. A praia é conhecida por ser um local mal assombrado, especialmente devido a um episódio de exorcismo, ao qual lhe é devido o nome de "Praia dos Padres".